# Cynoglossus feldmanni
Cynoglossus feldmanni är en fiskart som först beskrevs av Bleeker, 1853.  Cynoglossus feldmanni ingår i släktet Cynoglossus och familjen Cynoglossidae. IUCN kategoriserar arten globalt som livskraftig. Inga underarter finns listade i Catalogue of Life.